# Ingrid Aguirre
Ingrid Johana Aguirre Juvinao (Ciénaga, 12 de mayo de 1980) es una administradora de empresas y política colombiana. En la actualidad es representante a la Cámara por el departamento de Magdalena para el periodo 2022-2026.

## Biografía
Es administradora de empresas y especialista en servicios públicos de la Universidad Externado de Colombia
En 2016 mientras Rafael Martínez era alcalde de Santa Marta, fue nombrada gerente de la Empresa de Servicios Públicos y de Alumbrado del Distrito de Santa Marta, hasta la llegada del alcalde encargado Andrés Rugeles.
En las elecciones de marzo de 2022 fue elegida representante a la Cámara por el partido Fuerza Ciudadana, del departamento de Magdalena.

## Legislatura
Durante la última presentación de Duque en el Congreso de la República, integrantes del Pacto Histórico y la representante Ingrid Aguirre de Fuerza Ciudadana (Colombia), levantaron carteles alusivos a las víctimas del gobierno del expresidente Iván Duque.
Votó a favor de la iniciativa que reduce el salario de los congresistas para el periodo 2022 - 2026. Desde el congreso busca viabilizar la solución del Agua en Santa Marta. Como congresista citó a debate de control político a la empresa Air-e, heredera de lo otrora Electricaribe.

## Control Político y Denuncias Públicas

### OCAD Paz
Su primer control político lo realizó contra las presuntas irregularidades encontradas tras su visita a la zona rural de los municipios de Aracataca y Ciénaga en Magdalena.

### Abusos de las Aerolíneas
Luego de la negativa del Gobierno para permitir la integración de Avianca con Viva Air, ambas Aerolíneas optaron por programar una fusión por fuera del marco normativo colombiano mediante un presunto chantaje al gobierno, mediante la venta de tiquetes a los ciudadanos que finalmente no se hicieron efectivos pues la aerolínea dejó de prestar sus servicios. Por esta razón la Congresista anunció la presentación de un debate de control político a esta aerolínea.

### Leidy Beltrán
Una ciclista fue asesinada por un conductor que se dio a la fuga, este, fue denunciado por la Representante a la Cámara en sus redes sociales, luego de lo cual se logró su captura. En la actualidad abandera una iniciativa para proteger a los ciclistas de accidentes viales.

## Oficinas del Congreso
Luego de instalarse el nuevo Congreso, la Representante Aguirre, denunció una mafia al interior del congreso que al parecer define criterios de preferencia política para distribuirlas.